# گبریل رژان
گبریل رژان (فرانسوی: Gabrielle Réjane‎; ۶ ژوئن ۱۸۵۶ – ۱۴ ژوئن ۱۹۲۰) بازیگر تئاتر و بازیگر سینما اهل فرانسه بود.
وی همچنین برندهٔ جوایزی همچون لژیون دونور (شوالیه) شده‌است.

## نگارخانه

In Ma camarade, 1883
Columbine in Pierrot assassin 1883
Le Chic in Le coeur de Paris 1887
Lysistrata
1892

Sapho 1892
Nora in A Doll's House 1894
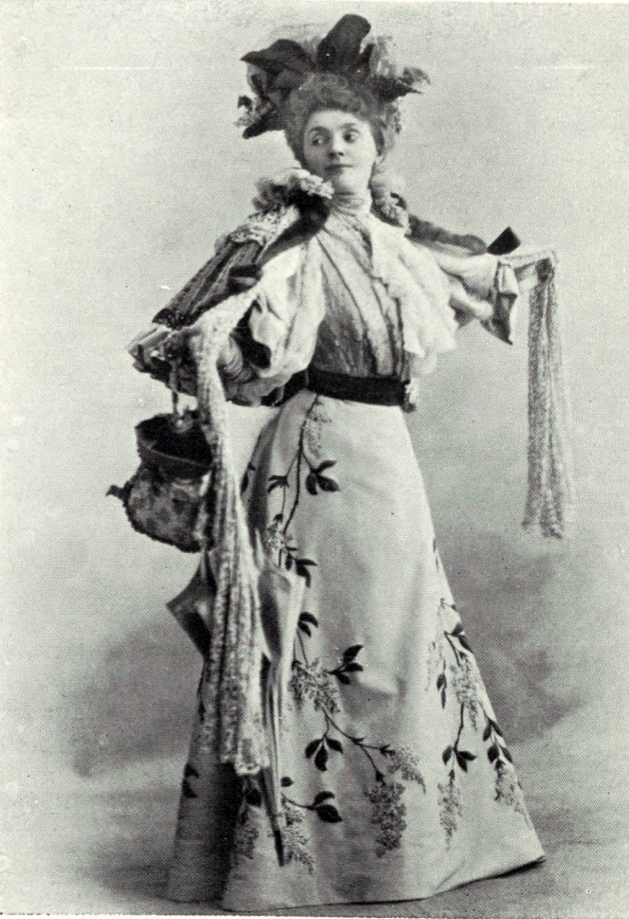
Mme Blandin in Viveurs 1895
Yvonne Derive in Le Béguin
1900